# Оскар Лагерстром
Оскар Лагерстром (англ. Oscar Lagerstrom; 19 листопада 1890 - 30 липня 1974) — американський звукорежисер. Він був номінований на премію «Оскар» в категорії найкращий звук до фільму «Лотерея».

## Вибрана  фільмографія
- Лотерея / Raffles (1930)

- збірник комедійних короткометражок Наша банда (англ. Our Gang):
  - Рибні консерви / Canned Fishing (1938)
  - Троє у ванній / Three Men in a Tub (1938)
  - Броун прийшов / Came the Brawn (1938)